# Planckdeeltje
Planckdeeltjes, genoemd naar de Duitse natuurkundige Max Planck (1858-1947), zijn hypothetisch de kleinst mogelijke deeltjes. Ze hebben een grootte van minimaal de plancklengte (10−35 meter), maar een enorme massa mP (de planckmassa) van 21 μg:
{\displaystyle m_{\text{P}}={\sqrt {\frac {c\cdot \hbar }{G}}}\approx 2{,}1\cdot 10^{-8}{\text{kg}}}
Hierbij is c de lichtsnelheid in vacuüm, G de gravitatieconstante en {\displaystyle \hbar } {\displaystyle ={\displaystyle h}/2\pi } de constante van Dirac.
De straal van een planckdeeltje zou 10−20 keer die van een proton zijn, terwijl de massa ervan 1019 keer die van een proton zou zijn. Daarmee zou een planckdeeltje de dichtheid hebben van een elementair zwart gat. Een andere definitie van een planckdeeltje is die van het kleinst mogelijke zwarte gat, waarvan de compton-golflengte {\textstyle {\frac {h}{m_{\text{P}}c}}} gelijk is aan de schwarzschild-straal {\textstyle {\frac {2Gm_{\text{P}}}{c^{2}}}}.
Volgens sommige theorieën is de 'lege' ruimte geheel gevuld met planckdeeltjes (higgs-bosonen): deze zijn de begrenzers van de lichtsnelheid in het vacuüm en (higgsveld) de eigenlijke oorsprong van zwaartekracht. Planckdeeltjes worden in combinatie met de plancktijd ({\displaystyle t_{\text{P}}}) ook gebruikt in modellen die de evolutie van het heelal net na de oerknal bestuderen.